# 林㟽
林㟽（？—?），字珙中，福清人，南宋诗人。宋孝宗淳熙十一年（1184年）甲辰科武状元。

## 生平
生年不详，推测可能出生在绍兴年间。淳熙十一年（1184年）甲辰科武举得魁，补保义郎，后任閤门舍人数年。
庆元四年(1198年)，林㟽转任潮州知州。林㟽在潮州任上多有惠政，修葺桥梁、府学，疏浚潮州西湖，后人赞为“贤守”,当地西湖山建有贤守祠纪念他。嘉泰元年(1201年)卸任潮州知州后，其行迹不可考。
嘉泰三年(1203年),任滁州知州。在任期间多有诗文，并主持修纂《永阳志》三十五卷。开禧元年（1205年），林㟽卸任滁州知州，此后事迹不可考。
福清县锦屏山有林㟽墓。

## 文学成就
林㟽虽为武举出身，但在诗文上也有所建树，擅七律，《全宋诗》录诗六首，均为林㟽任潮州知州时所作。《海阳县志·金石略》 中另有收录三首在潮州时的诗作，《滁阳志》收录了三首出任滁州时的诗作。。另外，明人赵廷瑞编《南滁会景编》收录林㟽六首七言绝句。文章则仅有一篇《蠲鹿𦣚奏》传世。
在诗歌创作上，林㟽长于以七律写景，描写宏观景物，抒发旷达的情感。